# Гиньківці
Гинькі́вці — село в Україні, у Товстенській селищній громаді Чортківського району Тернопільської області. Розташоване на річці Тупа, у центрі району. До 2020 року підпорядковане Ворвулинській сільраді.
При Гиньківцях був хутір Вербова, нині не заселений. Населення — 349 осіб (2003).

## Історія
На околицях виявлено археологічні пам'ятки трипільської культури.
Перша писемна згадка — 1427.
У 1442 р. польський король Владислав Варненчик за багаторічну сумлінну службу, а також за подорож до татар подарував село Томашеві, який походив із Гиньківців. 
За Австро-Угорщини і Польщі у селі діяла однокласна школа з польською мовою навчання. За переписом 1921 р., в селі був 151 двір із населенням 752 особи, на 1931 р. – 178 дворів (858 осіб).
До 1930 р. були три корчми (згодом залишилась одна), два водяних млини і гуральня. У селі діяли філії “Просвіти” та інших українських товариств (до 1939 р.); кооператива “Згода”, каменоломні.
12 червня 2020 року, відповідно до розпорядження Кабінету Міністрів України № 724-р «Про визначення адміністративних центрів та затвердження територій територіальних громад Тернопільської області» увійшло до складу Товстенської селищної громади.
19 липня 2020 року, в результаті адміністративно-територіальної реформи та ліквідації Заліщицького району, увійшло до складу новоутвореного Чортківського району.

## Релігія
- церква Святого Миколая (1876, кам'яна, УГКЦ);
- капличка (1998).

## Пам'ятники
Споруджено пам'ятники:
- Івану Франку (1974)
- Т. Шевченку (1991).

Пам'ятник Т. Шевченку
Щойновиявлена пам'ятка монументального мистецтва.
Встановлений 1991 р.
Скульптура — бетон, постамент — камінь.
Скульптура — 1 м, постамент — 1,5 м.

## Соціальна сфера
Діють загальноосвітня школа І ступеня, клуб, бібліотека, ФАП, ТОВ «Промінь».

## Відомі люди

### Народилися
- Володимир Круцяк (1936—2000) - український вчений у галузі медицини, академік, доктор медичних наук, педагог.
- Антон Білик (1936—2000) - український господарник, заслужений працівник сільського господарства України, депутат Тернопільської обласної ради.

## Галерея

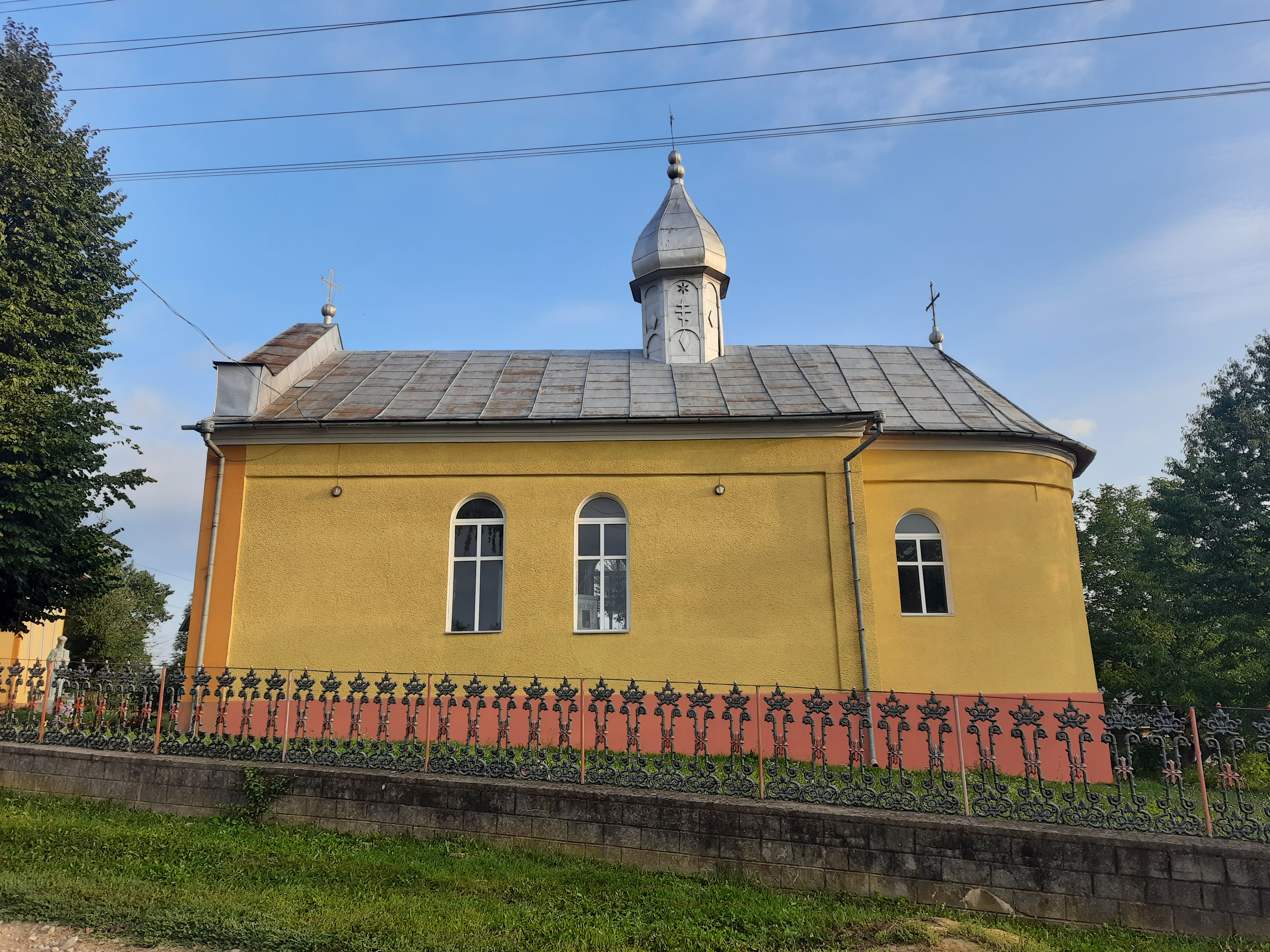
Церква Перенесення мощей св. Миколая 1876р.
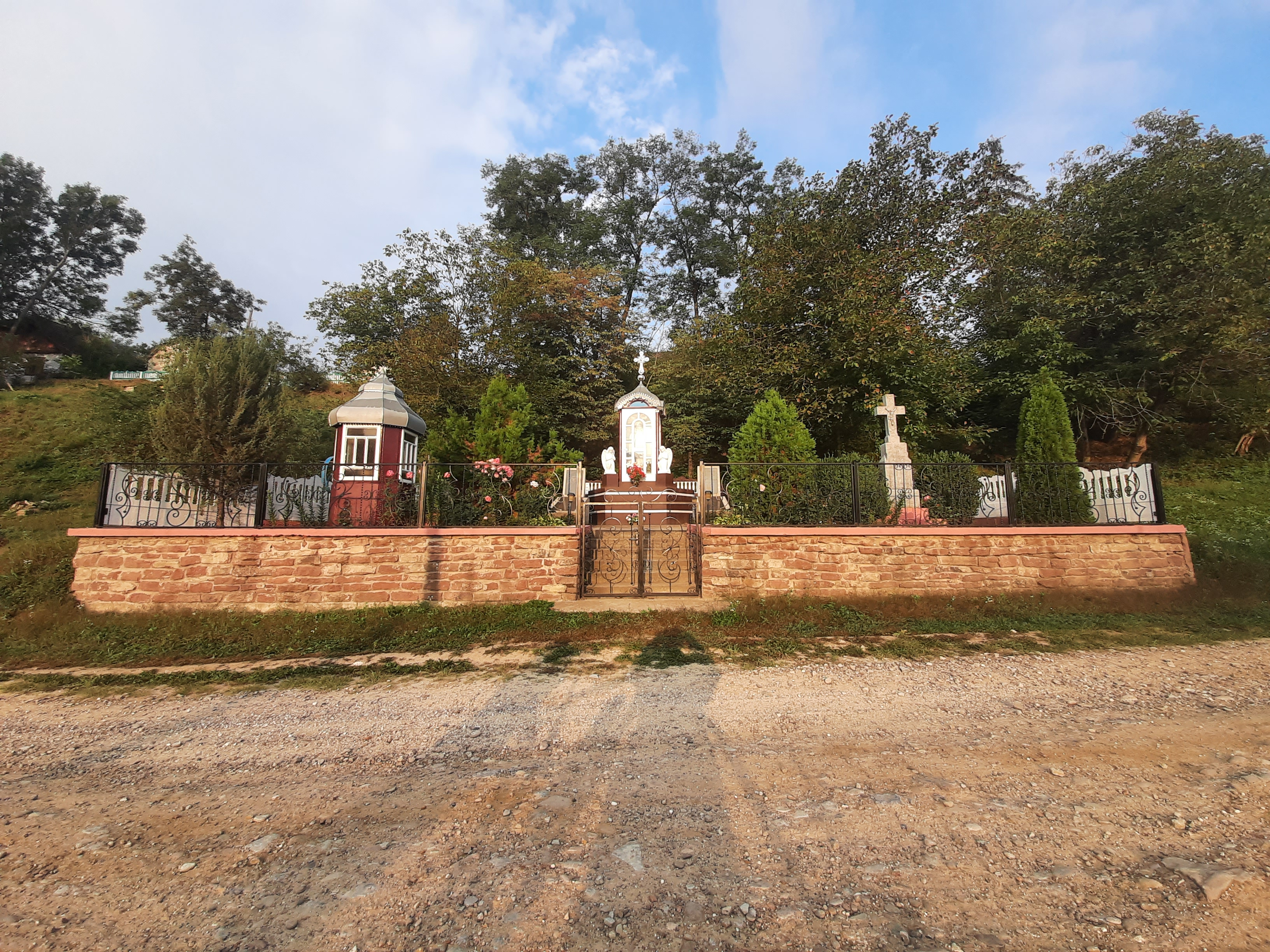
Капличка
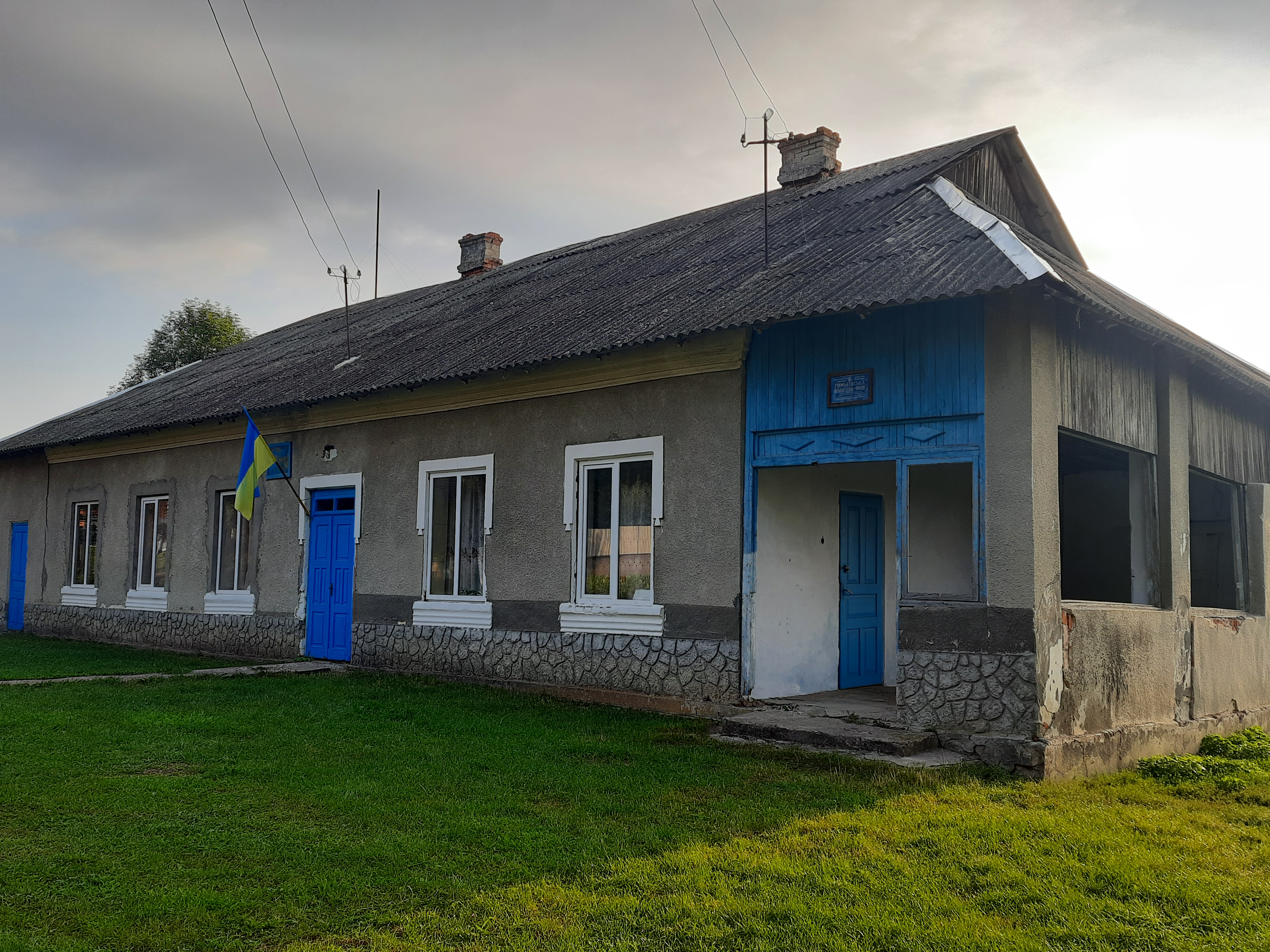
Клуб